# Albert Ier de Namur
Pour les articles homonymes, voir Albert Ier.
Albert Ier de Namur, mort peu avant 1011, est comte de Namur de 981 jusqu’à sa mort. Il est le fils de Robert Ier, comte de Namur.

## Biographie
Alors que son père disparait des actes dès 974, il n’apparaît qu’en 981 comme comte de Namur. Dès 973, il se joint aux fils de Régnier III de Hainaut, Régnier et Lambert qui cherchent à reconquérir leur héritage sur Renaud et Garnier, les comtes nommés en Hainaut par l’empereur Otton Ier.
Réconcilié par la suite avec l’empereur, il se voit confier par ce dernier la défense de l’abbaye de Brogne en 998.

## Mariage et enfants
Il épouse Ermengarde, fille de Charles, ou d'Otton duc de Basse-Lotharingie, et a :
- Robert II, comte de Namur ;
- Albert II († 1063), comte de Namur ;
- Luitgarde, mariée à Otton, premier comte de Looz ;
- Oda ou Goda ;
- Ermengarde, que des auteurs ont voulu identifier, à tort, à l’épouse d’Otton Ier de Chiny.

## Source
J. Borgnet, « Albert I », Académie royale de Belgique, Biographie nationale, vol. 1, Bruxelles, 1866 [détail des éditions], p. 195-196.